# Lanistes farleri
Lanistes farleri é uma espécie de gastrópode  da família Ampullaridae.
É endémica da Tanzânia.